# Lidtjärnen (Trehörningsjö socken, Ångermanland, 706765-165875)
Lidtjärnen är en sjö i Örnsköldsviks kommun i Ångermanland och ingår i Husåns huvudavrinningsområde. Sjön är 8,3 meter djup, har en yta på 0,0536 kvadratkilometer och är belägen 216,1 meter över havet.

## Delavrinningsområde
Lidtjärnen ingår i det delavrinningsområde (706771-165899) som SMHI kallar för Utloppet av Lidtjärnen. Medelhöjden är 224 meter över havet och ytan är 0,21 kvadratkilometer. Det finns inga avrinningsområden uppströms utan avrinningsområdet är högsta punkten. Vattendraget som avvattnar avrinningsområdet har biflödesordning 2, vilket innebär att vattnet flödar genom totalt 2 vattendrag innan det når havet efter 50 kilometer. Avrinningsområdet består mestadels av skog (74 procent). Avrinningsområdet har 0,05 kvadratkilometer vattenytor vilket ger det en sjöprocent på 24 procent.